# Naha bint Mouknass
Naha bint Mouknass (em árabe: الناهة بنت مكناس; nascida em 10 de março de 1969) é uma política mauritana. Foi Ministra dos Negócios Estrangeiros e Cooperação da Mauritânia, exercendo esta função entre 2009 e 2011.

## Infância e educação
Naha Bint Mouknass nasceu em 1969, na cidade de Nouakchott, capital da Mauritânia, filha de Hamdi Ould Mouknass, que serviu como Ministro das Relações Exteriores de Moktar Ould Daddah. Sua família pertence à tribo guerreira El-Gor de Dakhlet Nouadhibou, região da Mauritânia que faz divisa com o Saara Ocidental a norte, com a região de Inchiri a leste e com o oceano Atlântico a oeste.
Frequentou o Instituto Superior de Gestão em Paris, na França, graduando-se em 1995.

## Carreira
Após sua formatura, ela voltou para Nouakchott para trabalhar para a Coca-Cola Company. Em 2000, tornou-se presidente da União para a Democracia e o Progresso. Mais tarde, ela se tornou conselheira do presidente Maaouya Ould Taya, servindo nessa função entre 2000 e 2001. Em seguida, ela foi nomeada Ministra Conselheira da Presidência, exercendo essa função de 2001 até a deposição militar do presidente Ould Taya, em agosto de 2005.
Naha Mouknass foi nomeada Ministra das Relações Exteriores em 2009, a primeira mulher na Mauritânia a chefiar um ministério tão importante. Em 2010 e 2011, ela era Ministra dos Negócios Estrangeiros e Cooperação. Em 2016, ela era Ministra do Comércio, Indústria e Turismo da Mauritânia. Função que ainda mantinha em 2022, quando visitou o Sheik Sultan bin Muhammad Al Qasimi, Membro do Conselho Supremo e Governante de Xarja, um dos Emirados Árabes Unidos, que enfatizou as relações históricas sólidas entre os Emirados Árabes Unidos e a República Islâmica da Mauritânia.

## Vida pessoal
Naha Mouknass fala árabe Hassaniya e francês.